# مجموعه تمایزی ۱۵
مجموعه تمایزی ۱۵ (انگلیسی: Cluster of Differentiation 15) که با نامِ «۳-فوکوزیل-اِن-استیل-لاکتوزامین» و به‌اختصار «CD15» گفته می‌شود، مولکول اتصالی کربوهیدراتی است که در گلیکوپروتئین‌ها، گلیکولیپیدها و پروتئوگلیکان‌ها بیان می‌شود.
این مولکول در فاگوسیتوز و کموتاکسی نقش دارد، بر سطح نوتروفیل‌ها دیده می‌شود، و در سلول‌های سرطانی لنفوم هاجکین، لوسمی مزمن لنفاوی لنفوسیت بی، لوسمی حاد لنفاوی (ALL) و بسیاری از لوسمی‌های غیرلنفوسیتی حاد هم بیان می‌شود. این مولکول را «Lewis x» و «SSEA-1» هم می‌گویند و یک نشانگر (marker) خاص را به سلول‌های بنیادی همه‌توان نیاموشان ارائه می‌کند که نقش مهمی در اتصال و تغییر مکان سلول‌ها در رویان پیش از لانه‌گزینی ایفا می‌کند.
این مولکول بر سطح تمامی سلول‌های رید–اشترنبرگ نیز وجود دارد و از این موضوع در تشخیص لنفوم هاجکین استفاده می‌شود. همچنین حدود ۵۰٪ از آدنوکارسینوم‌ها این مولکول را دارند که برای افتراق بیماری‌هایی همچون مزوتلیوما استفاده می‌شود که این مولکول را ندارند. (جواب آزمایشش باید منفی شود).